# Банатић
Банатић је градска четврт Новог Сада. То је уједно територија месне заједнице Омладински Покрет.

## Име и историја
Банатић је део Новог Сада у близини железничке станице, некада је представљао периферијски део града. Име је добио по старој Банатској улици, која се до 1918. године звала Shanz gasse, а данас више не постоји. Била је на месту где је сада Гагаринова улица.
Ово је некада био кварт ратара, а данас овде има веома мало породичних кућа, које се налазе у улицама Јована Храниловића и Бачкој.
У Гагариновој улици раније се налазила Месна заједница “Банатић”, која је касније припојена МЗ “Омладински покрет”, а једно време су у Банатићу постојали и истоимени одбојкашки и кошаркашки клуб, у којима су поникли бројни квалитени играчи.
Оно чега се старији Новосађани сећају, а што је некада било у Банатићу, јесу “Тунел јефтиноће”, у коме се данас налази "Маxи", те робна кућа “Кокра”, испред које се годинама окупљала "шаролика" екипа љубитеља добре капљице. Деведесетих година "Кокра" је постала “Ђовани“, робна кућа у којој се продавала роба из Италије сумњивог квалитета.
Новосађани овај део града често називају "Блок", по његовом делу, који је пре две деценије изнедрио и сопствени музички фестивал.

## Границе
Јужна граница Банатића је булевар Краља Петра Првог, источна булевар Ослобођења, северно-источна булевар Јаше Томића и Кисачка улица, северна железничка пруга Београд-Суботица, северозападна улица Партизанска (до раскрснице са улицом Корнелија Станковића), а западна Руменачка улица.

## Суседне четврти
Банатић окружују: Детелинара на западу, Сајмиште на југу, Салајка на североистоку и Роткварија на истоку.

## Становништво
Број становника према регистру Ј.К.П.Информатика за плаћање станарине је био 10.558 у 2016. години.

## Важније локације
Главна железничка и аутобуска станица се налазе у Банатићу. Такође и хотел „Нови Сад“ је смештен овде. Хотел „Нови Сад“ има четири звездице са специјализацијом "пословни хотел". Опремљен је за пословне сусрете, семинаре, конференције и тим-билдинг активности.
На простору насеља лоцирана је амбуланта Дома здравља "Нови Сад", а постоји и Гркокатоличко (русинско) гробље. Ово гробље подигнуто је 1860. године, а стављено ван употребе 1974. године, да би деценију касније било проглашено спомеником културе, јер су овде, између осталих, сахрањени и Осиф Фа (1882-1971), учитељ и истакнути русински просвитетитељ, те Јован Храниловић (1855-1924) свештеник и књижевник, као и друге знамените личности Новог Сада.
Банатић је познат по Mc Driveu (у близини железничке станице) који је отворен крајем лета 2013. године, а у склопу којег се налази и редован McDonald's ресторан са кафеом.
Оно што краси овај део града јесу графити и мурали исцртани и исписани с обе стране Булевара ослобођења, као и по другим саобраћајницама и двориштима у насељу.

## Образовање
На простору Банатића постоје две средње школе: Средња машинска школа и Техничка школа "Милева Марић". Ту се такође налазе и три дечија вртића.
Оно по чему је Средња машинска школа у Банатићу још позната јесте и њено пространо двориште са спортским теренима, познато на локалу као “Машинац”. Овде Новосађани свих генерација већ деценијама играју кошарку и мали фудбал, а увече се на трибинама "Машинца" окупљају млади.
Техничка школа “Милева Марић Ајнштајн”, популарна "грађевинска", води порекло од занатске школе која је основана 1882. године у Новом Саду, а најдуже је током свог постојања носила име народног хероја Јована Вукановића.

## Манифестације
На простору Банатића одржава се “Блоксток” музички фестивал. “Блоксток” је почела да организује група локалних ентузијаста и то сваке године крајем маја или почетком јуна, а данас се ова врло посећена градска манифестација организује и уз помоћ месне заједнице Омладински покрет.